# Schweizer Badmintonmeisterschaft 1987
Die Schweizer Badmintonmeisterschaft 1987 fand bereits vom 13. bis zum 14. Dezember 1986 in Bülach statt. Es war die 33. Auflage der nationalen Titelkämpfe im Badminton in der Schweiz.

## Medaillengewinner
| Disziplin    | Gold                        | Silber                      | Bronze                                 |
| ------------ | --------------------------- | --------------------------- | -------------------------------------- |
| Herreneinzel | Thomas Althaus              | Andreas Kropf               | Pierre Duboux                          |
| Herreneinzel | Thomas Althaus              | Andreas Kropf               | Hubert Müller                          |
| Dameneinzel  | Liselotte Blumer            | Catherine Jordan            | Doris Gerstenkorn                      |
| Dameneinzel  | Liselotte Blumer            | Catherine Jordan            | Silvia Sträuli                         |
| Herrendoppel | Hubert Müller Werner Riesen | Pascal Kaul Daniel Hänggi   | Peter Metzger Roland Rotach            |
| Herrendoppel | Hubert Müller Werner Riesen | Pascal Kaul Daniel Hänggi   | Christian Schwarz Benedikt Scheiwiller |
| Damendoppel  | Liselotte Blumer Rita Lutz  | Eliane Huldi Rita Rotach    | Susy Bär Nicole Zahno                  |
| Damendoppel  | Liselotte Blumer Rita Lutz  | Eliane Huldi Rita Rotach    | Arlette Lüthi Catherine Jordan         |
| Mixed        | Hubert Müller Nicole Zahno  | Werner Riesen Iris Kaufmann | Pascal Kaul Maja Baumgartner           |
| Mixed        | Hubert Müller Nicole Zahno  | Werner Riesen Iris Kaufmann | Dieter Blumer Liselotte Blumer         |